# Operador de Hutchinson
Em matemática, no estudo dos fractais, um operador de Hutchinson é a ação coletiva de um conjunto de contrações, chamado sistema de função iterada. A iteração do operador converge para um atrator único, que é o conjunto fixo frequentemente autossimilar do operador.

### Definição
Seja {\displaystyle {\displaystyle \{f_{i}:X\to X\ |\ 1\leq i\leq N\}}} um sistema de função iterado ou um conjunto de contrações de um conjunto compacto {\displaystyle X} para si mesmo. O operador {\displaystyle S_{0}\subset X} é definido sobre subconjuntos {\displaystyle H} como:

{\displaystyle S_{n+1}=H(S_{n})=\bigcup _{i=1}^{N}f_{i}(S_{n})}

e tomando o limite, a iteração converge para o atrator

{\displaystyle A=\lim _{n\to \infty }S_{n}.}

### Propriedades
Hutchinson mostrou em 1981 a existência e singularidade do atrator {\displaystyle A.}. A prova segue mostrando que o operador de Hutchinson é contrativo no conjunto de subconjuntos compactos de {\displaystyle X} na distância de Hausdorff.
A coleção de funções {\displaystyle f_{i}} juntamente com a composição formam um monóide. Com N funções, pode-se visualizar o monóide como uma árvore N-ária completa ou uma árvore de Cayley.